# Pouligny-Saint-Pierre
 Pouligny-Saint-Pierre  es una población y comuna francesa, en la región de  Centro, departamento de Indre, en el distrito de Le Blanc y cantón de Le Blanc. De esta población toma su nombre el queso homónimo.

## Demografía
| 1120 | 1018 | 972 | 982 | 962 | 974 |
| Para los censos de 1962 a 1999 la población legal corresponde a la población sin duplicidades (Fuente: INSEE [Consultar]) |      |     |     |     |     |